# Mycale phillipensis
Mycale phillipensis är en svampdjursart som först beskrevs av Arthur Dendy 1896.  Mycale phillipensis ingår i släktet Mycale och familjen Mycalidae.
Artens utbredningsområde är New South Wales. Inga underarter finns listade i Catalogue of Life.